# Абрамович Всеволод Михайлович
Все́волод Миха́йлович Абрамо́вич (рос. Все́волод Миха́йлович Абрамо́вич; 11 серпня 1890, Одеса — 24 квітня 1913, Санкт-Петербург) — російський льотчик і винахідник, один із піонерів російської авіації, член Всеросійського аероклубу.

## Біографія

### Раннє життя
Всеволод Абрамович народився в Одесі 11 серпня 1890 року в сім'ї Михайла Соломоновича Абрамовича (1859-1940), поета і сина класика єврейської літератури Менделе Мойхер-Сфоріма (Соломона Мойсейовича Абрамовича). Двоюрідний брат — музикознавець Олександр Володимирович Абрамович.
Закінчив Шарлоттенбурзький політехнікум у Німеччині, а 9 жовтня 1911 року — авіаційну школу «Товариства апаратів Райт» (диплом № 122) під керівництвом відомого інструктора капітана Енгельгардта, який незабаром загинув під час одного з його надзвичайно сміливих польотів. Був залишений при школі інструктором.

### Кар'єра

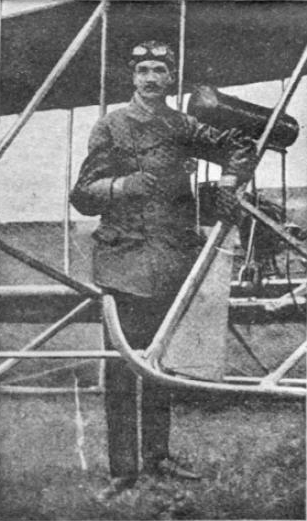
Російський авіатор В. М. Абрамович, переможець на берлінському «авіаційному тижні».

З 1911 року — шеф-пілот Товариства Райт. Працював у Flugmaschinen Wright-Gesellschaft у Йоганністалі (Німеччина). Тим часом справи «товариства апаратів Райта» пішли неважливо, оскільки апарати цієї системи вже застаріли. Слід мати на увазі, що апарати «Райт», особливо німецького виробництва, вирізнялися малою міцністю. У Всеволода Абрамовича неодноразово ламалися в польоті частини літака, а одного разу раптово стали ламатися нервюри одна за одною, і апарат явно став розвалюватися в повітрі. Всеволод Абрамович ледь встиг здійснити посадку, як літак розсипався на частини. Тому Абрамович зайнявся удосконаленням аеропланів «Райт».
У 1911 році винайшов прилад для визначення повітряної швидкості. 21-річний Абрамович уже тоді визнавався одним із найкращих інструкторів Німеччини. Багато його учнів здобули ім'я.
У 1912 році встановив кілька авіаційних рекордів на вдосконалених ним літаках "Райт" під час авіаційних змагань у Берліні (рекорд висоти з пасажиром — 2100 м). Як іноземець, Абрамович не міг отримати Королівський приз і за весь час змагань отримав тільки 4000 марок, хоча він «вилітав» найбільшу кількість хвилин і виявився переможцем на тривалість польоту, бо літав, не опускаючись на землю, по 8 годин поспіль. Тоді ж у Німеччині було встановлено приз імені Абрамовича в 1000 марок тому, хто здійснить політ за сильного вітру.
1 липня-24 липня 1912 року здійснив переліт Берлін-Петербург із пасажиром, здійснений передусім із рекламними цілями. Цей переліт був видатним для свого часу досягненням - його дальність становила понад півтори тисячі кілометрів. Літак, на якому Абрамович прилетів до Росії, сильно відрізнявся від «класичного» «Райта». З ініціативи Абрамовича на ньому ліквідували переднє кермо висоти, подовжили хвостову ферму і на ній, за кермом напрямку, встановили горизонтальний стабілізатор і кермо висоти. Було змінено також систему керування літаком, замість полозів поставлено колісне шасі, застосовано новий 90-сильний двигун німецької фірми NAG. Літак став стійкішим, а для зльоту більше не були потрібні катапульта, дерев'яна рейка і відокремлюваний візок, як на перших "Райтах". Модифікована машина отримала позначення «Абрамович-Райт». «Вісник повітроплавання» (1912, № 1) надрукував його нотатки: «Мій переліт із Берліна до Петербурга».
18 серпня 1912 року в Царське Село на військове навчальне поле біля Гусарського полку прилетів із Петербурга на запрошення високих осіб авіатор Абрамович із пасажиром бароном Ельсоном. Авіатор красиво опустив свій вдосконалений «Райт» біля наметів військ і був ласкаво зустрінутий високими особами.
11 вересня 1912 року він поставив світовий рекорд тривалості польоту з чотирма пасажирами, протримавшись у повітрі 45 хв. 57 с., що на 27 хвилин перевищувало попередній рекорд німецького льотчика Райтцеля. У Росії Абрамович узяв участь у другому конкурсі військових літаків, що проходив на Корпусному аеродромі. Його «Абрамович-Райт» не був офіційним учасником змагань, але літав багато й успішно.
Використовуючи свої досягнення як рекламу, Абрамович надіслав військовому міністрові В. А. Сухомлинову лист: «Приймаю сміливість звернутися до Вашої Високоповажності з уклінним проханням милостиво дозволити мені увійти в підвідомче Вам Військове міністерство з пропозицією придбати у мене потрібну кількість літальних апаратів системи “Wright”. Непохитно вірячи в те, що мої апарати послужать вірну службу вітчизняній армії у відповідний момент, маю намір виховати та належний кадр військових пілотів...». Беручи до уваги, що зроблені Абрамовичем удосконалення помітно поліпшили пілотажні властивості аероплана, військові вирішили прийняти цю пропозицію. Було вирішено придбати шість бойових і два навчальні літаки та запасні частини до них.
Восени 1912 року, виїхавши до Німеччини, Абрамович спочатку довго лікував перелом, а потім захворів на запалення легенів.
До літа 1913 року замовлені літаки виготовили, запакували в ящики та відправили в Гатчину. Передбачалося, що після побудови літаків Абрамович приїде в Петербург для підготовки російських пілотів. Але цьому не судилося статися.

### Смерть
Загинув 24 квітня 1913 року з вини княгині Є. М. Шаховської, яка виконувала самостійний політ з інструктором. Сама Шаховська при цьому не постраждала. Похований у Петербурзі на Микільському кладовищі Олександро-Невської лаври.

## Пам'ять
Іменем В. М. Абрамовича названо одну з алей на території колишнього аеропорту Йоганністаль.